# عوالق بكتيرية

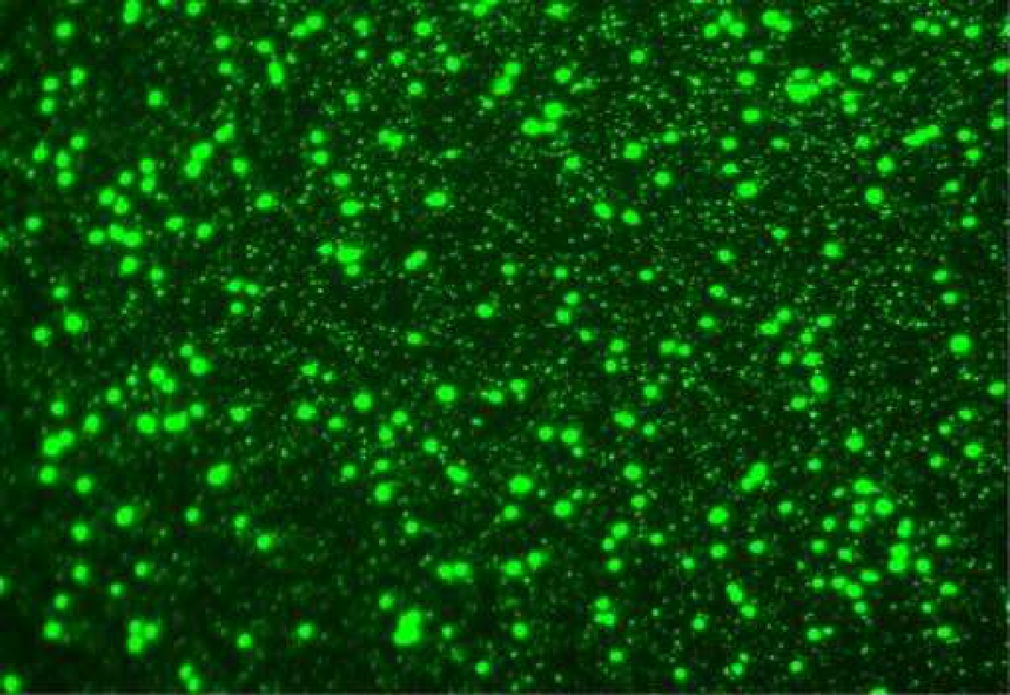

تشير العوالق البكتيرية (بالإنجليزية:Bacterioplankton) إلى المكون البكتيري للعوالق والتي تنجرف في عمود الماء. ويأتي هذا الاسم من الكلمة اليونانية القديمة πλανκτος أي (planktos)، والتي تعني «الهائم» أو «التائه» (ثورمان، 1997)، وكلمة بكتيريم (بالإنجليزية:bacterium) هي عبارة عن تعبير أو لفظ لاتيني جديد تم صياغته في القرن التاسع عشر بواسطة كريستيان جوتفريد أرينبرج (بالإنجليزية:Christian Gottfried Ehrenberg). وهي تتواجد في كل من مياه البحر والمياه العذبة.
تحتل العوالق البكتيرية مجموعة من المحرابات البيئية في النظم المائية. والعديد منهم يكون مترمم حيث يحصل على الطاقة عن طريق استهلاك المواد العضوية المُنتجة بواسطة الكائنات الحية الأخرى. ويمكن أن تكون هذه المادة ذائبة في الوسط ويتم أخذها مباشرة من هناك، أو أن البكتريا قد تعيش وتنمو مصاحبة لمواد جزيئية مثل الثلج البحري. الكثير من أنواع العوالق البكتيرية الأخرى تكون ذاتية التغذية حيث تستمد الطاقة من كل من عملية البناء الضوئي أو التخليق الكيميائي. وفي هذه الحالة تصنف غالباً بوصفها (بالإنجليزية:picophytoplankton) وتشمل مجموعات السيانوبكتيريا مثل Prochlorococcus وSynechococcus. وتلعب العوالق البكتيرية أيضاً دوراً في المسارات الإيكولوجية مثل عملية تثبيت النيتروجين والنترجة وعملية نزع النيتروجين وعملية إعادة التمعدن بالإضافة إلى توليد الميثان.
ومثل العوالق الصغيرة الأخرى، فإن العوالق البكتيرية تعيش على افتراس العوالق الحيوانية (عادة الأوليات)، ويتم التحكم في أعدادها أيضاً عن طريق العدوى بواسطة لاقمات البكتيريا (بالإنجليزية:Bacteriophages).

## وصلات خارجية
- Typical Marine bacterioplankton[وصلة مكسورة]
- A list of Seawater Bacteria[وصلة مكسورة]
- Marine Bacterioplankton Database نسخة محفوظة 23 مارس 2005 على موقع واي باك مشين.